# Aleksandr Kaoen
Aleksandr Olegovitsj Kaoen (Russisch: Александр Олегович Каун) (Tomsk, 8 mei 1985) is een voormalig professionele basketbalspeler die speelde voor het nationale team van Rusland. Hij kreeg de onderscheiding Meester in de sport van Rusland en de Medaille voor het dienen van het Moederland op 13 augustus 2012. Zijn naam wordt meestal afgekort in Sasha Kaoen.

## Carrière
Kaoen begon zijn profcarrière bij CSKA Moskou in 2008. Met die club won hij het Landskampioenschap van Rusland in 2008, 2010, 2012, 2013, 2014 en 2015. Ook werd hij Bekerwinnaar van Rusland in 2010. In 2009 en 2012 verloor Kaoen met CSKA de finale om de EuroLeague Men. In 2015 verhuisde hij naar de Verenigde Staten om te spelen in de NBA. Hij ging spelen voor de Cleveland Cavaliers. Met Cleveland won hij het NBA kampioenschap in 2016.
Kaoen won met Rusland brons op de Olympische Spelen in 2012.

## Erelijst
- Landskampioen Rusland: 6
  - Winnaar: 2008, 2010, 2012, 2013, 2014, 2015
- Bekerwinnaar Rusland: 1
  - Winnaar: 2010
- NBA-kampioen: 1
  - Winnaar: 2016
- EuroLeague Men:
  - Runner-up: 2009, 2012
- Olympische Spelen:
  - Brons: 2012